# Pantophaea distanti
Pantophaea distanti är en fjärilsart som beskrevs av Rothschild och Jordan 1903. Pantophaea distanti ingår i släktet Pantophaea och familjen svärmare. Inga underarter finns listade i Catalogue of Life.